# نیکیتینکا (شهرستان تویمازینسکی، باشقیرستان)
نیکیتینکا (انگلیسی: Nikitinka, Tuymazinsky District, Republic of Bashkortostan) یک شهرک در شهرستان تویمازینسکی استان باشقیرستان کشور روسیه است.